# Янков Ігор Дмитрович
Ігор Дмитрович Янков (біл. Ігар Дзмітрыевіч Янкоў, позивний «Янкі», також відомий як Ігор Номан) — білоруський опозиціонер, доброволець, що воює за Україну.
Заочно засуджений до довічного позбавлення волі в російській виправній колонії суворого режиму для довічно засуджених «Чорний дельфін».

## Біографія
Народився 19 червня 1995 року в Мінську. До 15 років займався футболом, виступав за юнацькі команди «БАТЕ». Був змушений завершити кар'єру через травму хрестоподібної зв'язки. Закінчив коледж. Працював кухарем. У Мінську отримав досвід роботи менеджером з продажу у магазині Apple та компанії металопрокату. Займався підприємницькою діяльністю. Виступав активним уболівальником футбольного клубу «Динамо-Мінськ».
У серпні 2020 року взяв участь у масових протестах проти обрання Лукашенка Олександра Григоровича президентом Білорусі. Отримав поранення ноги через вибух світлошумової гранати під час зіткнень протестувальників із силовиками. Став фігурантом кількох кримінальних справ. Незабаром після обшуку, проведеного у квартирі його батьків 26 вересня, виїхав на територію України.
Після переїзду в Україну у вересні 2020 року почав займатися джіу-джитсу, виступав за професійний клуб «Київська ракета», також займається боксом. Працював персональним охоронцем одного з київських забудовників.
Вступив на добровільну службу кулеметником до Збройних сил України після початку повномасштабного конфлікту між Росією та Україною. 25 грудня 2022 року разом з Андрієм «Безсмертним» Троцевським та Родіоном «Геною» Батуліним заявив про створення Білоруського добровольчого корпусу. Брав участь в обороні бориспільського аеропорту та в операціях зі звільнення сіл Київської області. Брав участь у боях за села Рудницьке та Лук'янівка.
В тому ж 2022 році після успішної оборони Києва Білоруський добровольчий корпус перейшов під керівництво Головного управління розвідки Міністерства оборони України, а саме став частиною спецпідрозділу «Тимура». В червні 2023 року Янкі був помічений в складі розвідувальної групи, що заходила на територію Белгородської області.

## Особисте життя
Після еміграції в Україну не підтримує зв'язок з батьками, не одружений. Відомий youtube блогер, має більше 200 тис. підписників у Інстаграмі. Наприкінці 2023 року білоруська влада внесла до республіканського списку екстремістських матеріалів сторінки Янкова в Telegram та Instagram.